# Histoire du fromage en France

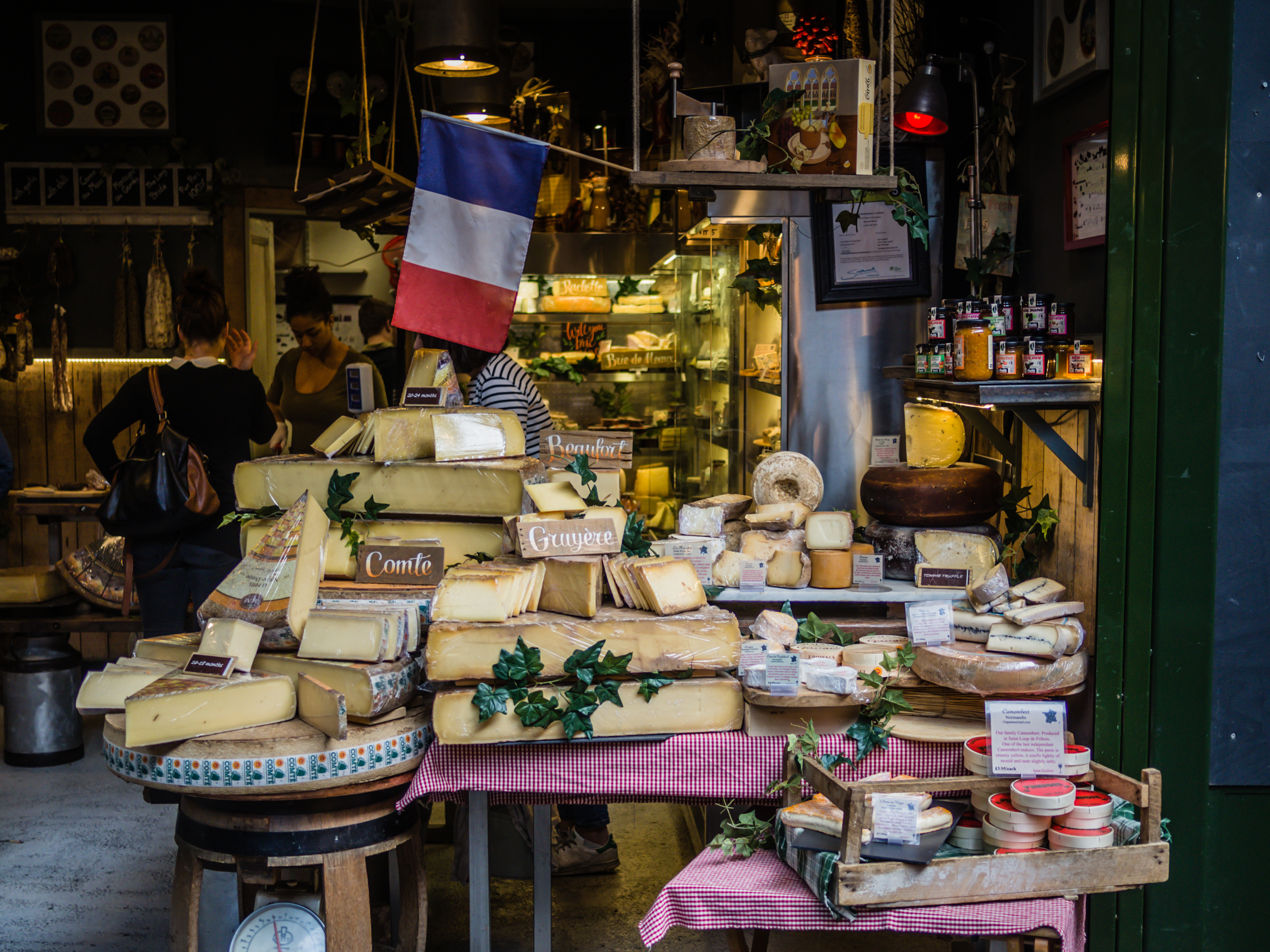
Quelques fromages français.

Pour un article plus général, voir Histoire du fromage.
L'histoire du fromage en France est très riche.

## Origine
Pline l'Ancien évoque dans son Histoire naturelle un fromage au lait de brebis du pays des Gabales et des meules de fromage du pays des Arvernes et du Gévaudan. Il établit que les meilleurs fromages viennent de la région de Nîmes et ne se conservent pas bien, ils doivent donc être mangés frais. Il remarque aussi la diversité des fromages des Alpes, ainsi qu'un fromage de lait de brebis en grande meule produit par les Ligures.
La première recette écrite connue de la fabrication du fromage date de l'an 60 et est rédigée par Columelle. Déjà à l'époque, les fromages sont un produit de base de l'alimentation romaine. Il semblerait que Jules César ait apprécié un fromage bleu à Saint-Affrique lors d'une campagne militaire.
En 1236, dans le Roman de la Rose, l'angelot du Pays d'Auge est décrit comme un ancêtre du Pont-L'évêque et du Livarot.

## Moyen-Âge

### Production dans les monastères
Après la chute de l'empire romain et les invasions barbares, de nombreuses recettes de fromages disparaissent. La tradition de produire du fromage est essentiellement conservée dans les monastères, notamment le Maroilles, le Munster et le Pont-L'évêque ; le munster naît vers 855 dans un monastère alsacien. Les propriétaires des terres de l'époque ont un droit d'ociège sur les propriétaires de vaches, qui font donc une traite incomplète de leurs animaux, puis une seconde traite après le départ des contrôleurs des impôts. Ce lait est peu abondant mais très gras, et donne lieu à la création du Reblochon.
Au Moyen-Âge, les moines commencent à travailler des techniques d'affinage, qui rendent le fromage plus doux. Vers 960, en Picardie, l'évêque de Cambrai encourage les moines de Thiéraches à prolonger l'affinage de leur fromage, ce qui sera à l'origine du maroilles.
On trouve aussi une petite production locale dans les vallées les plus reculées du pays.

### Production fermière
En 1217, Blanche de Navarre fait envoyer deux cents fromages de Brie à Philippe II Auguste pour qu'il les offre en cadeau aux dames de sa cour. Le fromage a cependant tendance à rester dans sa région de production en raison de la difficulté de transporter le produit tout en le conservant au frais.
Dès le sixième siècle, en raison de l'herbe qui est rare en été, on élève des chèvres en Poitou et en Touraine, tandis que la Normandie se tourne vers l'élevage de vaches. La Normandie ayant assez de lait toute l'année, ses fromages ont moins besoin d'être bien conservés et sont affinés peu longtemps, typiquement le camembert et le neufchâtel. L'hiver, l'affinage s'allonge avec le pont l'évêque et le livarot. Dans le bassin parisien, on préfère des fromages à pâte molle comme le brie qui peuvent continuer leur affinage directement chez les fromagers. Dans le Massif Central et en Auvergne, on pallie la froideur de l'hiver avec des grands fromages qui se conservent longtemps, comme le cantal et le laguiole. Le lait de brebis est plus populaire dans les Pyrénées et fait sous forme de gros frommages comme l'Ossau-Iraty et le Béthmale pour pouvoir être conservés tout l'hiver ; mêmes besoins dans le Nord de la France, où on utilise des variétés à pâtes molle comme le maroilles et le munster. Dans le Jura et dans les Alpes, on utilise des énormes fromages comme le comté, le beaufort ou l'abondance parce que le lait n'est produit qu'en été, sans neige.
En 1060, l'abbaye de Conques reçoit deux fromages de Roquefort comme redevance. En 1411, Charles VI octroie le monopole de la fabrication du Roquefort à la région, un monopole renouvelé par Charles VII en 1457, Henri III en 1516, François II en 1560, Louis XIII en 1619, Louis XIV en 1645 et Louis XV en 1752. L'AOC est obtenue en 1925 et confirmée en 1973.
L'activité de production de fromages en dehors des monastères est essentiellement féminine, les recettes se transmettant de mères en filles. La première coopérative fromagère est créée par des fermières en 1267 à Déservillers. Ces paysannes se regroupent en fruitières, ce qui leur permet de mettre en commun leur lait pour faire des grosses meules de fromage,.

## Époque industrielle
Vers 1850, Charles Gervais lance l'industrie du fromage à pâte fraîche en France après avoir visité une fermière, dame Héroult, qui en fabrique ; il est à l'origine de la fabrication des petits suisses.
En 1857, Louis Pasteur découvre la pasteurisation, que son disciple Émile Duclaux adapte au fromage quelques années plus tard.
Les pèlerinages, l'essor du thermalisme et l'apparition des congés payés font sortir les fromages des régions.
Winston Churchill commente pendant la Seconde Guerre mondiale que « un pays capable de donner au monde 360 fromages ne peut pas mourir ». En 1962, Charles de Gaulle dit « on ne peut pas gouverner un pays qui offre 246 variétés de fromages ». 

## Époque contemporaine
En France dans les années 2020, on connaît plus de 500 types identifiés de fromage produits. La France compte en 2008 plus de 90 000 exploitations laitières et 3 000 producteurs de fromages, les exploitations ayant en moyenne 40 têtes et 60 hectares.
En 2008, le Sénat propose d'inscrire les arts culinaires français au patrimoine culturel immatériel auprès de l'UNESCO, incluant le fromage.